# Arwen Borowiak
Arwen Borowiak (* 7. März 2002 in Dresden) ist ein deutscher Florettfechter und vierfacher Deutscher Meister sowie U17-Europameister. 

## Leben
Arwen Borowiak begann seine sportliche Karriere im Alter von sechs Jahren zunächst mit Fußball. 2010 begann er durch seinen Bruder mit Fechten im Fechtclub Radebeul, wo der Grundstein seiner Fechtausbildung durch Trainer Robert Peche gelegt wurde. Ab 2013 besuchte er das Sportgymnasium Dresden und wechselte zum Dresdner Fecht-Club unter Trainer Klaus Haertter und Peter Proske. Dort konnte er viele Schülerturniere für sich entscheiden und wurde bereits in dieser Zeit selbst im Ausland ein geachteter Fechter. Mit 13 Jahren wechselte Borowiak schlussendlich zum Fecht-Club Tauberbischofsheim an den dortigen Olympiastützpunkt Tauberbischofsheim.
Im März 2020 erhielt Arwen Borowiak von der NCAA und der B1G ein Sportstipendium und studiert seit August 2020 an der Pennsylvania State University (PSU) Supply Chain Management. 2024 wurde das Sportstipendium um ein weiters Jahr verlängert, so das Arwen seinen Master in Business Analytics und Information Systems macht. Nach wie vor ficht Arwen Borowiak für den Deutschen Fechter-Bund und ist zum 3. Mal in Folge Bundeskader.

## Karriere
2015 erreichte er seinen ersten Deutschen Meistertitel. Es folgten drei weitere 2016, 2018 und 2019. 2017 nahm er an der Europa- und an der Weltmeisterschaft teil. 2018 holte er in der U17 neben dem Deutschen Meistertitel auch den Amerikanischen Meistertitel. Außerdem nahm er im selben Jahr wiederum an der Europa- und Weltmeisterschaft teil.
2019 wurde er U17-Europameister, platzierte sich unter die ersten 8 beim U20 Welt-Cup und qualifizierte sich zur Europa- und Weltmeisterschaft in den Altersklasse U17 und U20.
Die Saison 2018/2019 beendete er als 2. der U17 Weltrangliste. 
2021, 2022 und 2023 erhält Arwen die Auszeichnungen eines All American der NCAA.
2022, 2023, 2024, 2025 erhält Arwen die Auszeichnungen eines All-Big Ten der NCAA.
NCAA Qualifiziert: 2021, 2022, 2023, 2024, 2025

## Sportliche Erfolge

### Welt- und Europameisterschaften
- U20-Europameisterschaften 2020 in Porec (Kroatien): 24. Platz
- U17-Europameisterschaften 2019 in Foggia (Italien): 1. Platz
- U20-Europameisterschaften 2019 in Foggia (Italien): 24. Platz
- U17-Europameisterschaften 2019 in Foggia (Italien), Mannschaft: 5. Platz
- U17-Weltmeisterschaften 2019 in Tourń (Polen): 18. Platz
- U20-Weltmeisterschaften 2019 in Tourń (Polen): 158. Platz

### Deutsche Meisterschaften
- Deutscher Meister: 2015, 2016, 2018, 2019
- Deutscher Meister mit der Florett-Mannschaft: 2015, 2016, 2019
- Deutscher Vizemeister mit der Florett-Mannschaft: 2017

### NCAA Championships
- NCAA Championships 2021: 6. Platz
- NCAA Championships 2022: 7. Platz

### Internationale Turniere

#### 2020
- U20-Europameisterschaften 2020 in Porec (Kroatien): 24. Platz

#### 2019
- U17-Europameisterschaften 2019 in Foggia (Italien): 1. Platz
- U20-Europameisterschaften 2019 in Foggia (Italien): 24. Platz
- U17-Europameisterschaften 2019 in Foggia (Italien), Mannschaft: 5. Platz
- U17-Weltmeisterschaften 2019 in Tourń (Polen): 18. Platz
- U20-Weltmeisterschaften 2019 in Tourń (Polen): 158. Platz
- U20 WorldCup 2019 in Udine (Italien): 8. Platz

#### 2018
- U17-Europameisterschaften 2018 in Sotschi (Russland): 9. Platz
- U17-Weltmeisterschaften 2018 in Verona (Italien): 22. Platz
- US Nationals St. Louis 2018: 1. Platz
- U17 Cadet Circuit 2018 in Halle (Deutschland): 1. Platz
- U17 Cadet Circuit 2018 in Bratislava (Slowakei): 5. Platz
- U17 Cadet Circuit 2018 in Budapest (Ungarn): 6. Platz

#### 2017
- U17-Europameisterschaften 2017 in Plowdiw (Bulgarien): 11. Platz
- U17-Weltmeisterschaften 2017 in Plowdiw (Bulgarien): 16. Platz
- Europameisterschaften 2017 in Plowdiw (Bulgarien), Mannschaft: 7. Platz

#### 2016
- CEP Marathon Paris 2016: 1. Platz
- Challenge Wratislava 2016: 1. Platz

#### 2014
- Challenge Wratislava 2014: 1. Platz

### Sonstige Erfolge
- 36 Gold-, 14 Silber- und 8 Bronzemedaillen bei nationalen Schüler- und Jugendturnieren